# Peter Cornelius
Carl Peter August Cornelius (Mainz, 1824. december 24. – Mainz, 1874. október 26.) tizenkilencedik századi német romantikus zeneszerző.

## Élete
1824. augusztus 24-én született. Szülei színészek voltak, ezért eleinte Peter August is annak készült. Fiatalkorában több színházban is fellépett, végigutazta Európa németek lakta vidékének nagy részét. Zenei oktatásban nagybátya, a híres festő, Peter Cornelius jóvoltából részesült, aki finanszírozta berlini zeneelméleti tanulmányait. Itt Siegfried Wilhelm Dehn lett a mestere, aki korának híres zene teoretikusa volt, éneklésre, hegedű játékra és zeneszerzésre oktatta. Cornelius apja halála után hagyott fel végleg a színészettel, elkezdett zenekritikusként és zenei újságíróként tevékenykedni. Vezetőmunkatársa lett a Neue
Zeitschrift für Musik című lapnak. Ekkor kezdett el komponálni is.
Első művei kamarazenei és egyházzenei darabok voltak. 1852-ben Weimarba utazott, ahol felvette a kapcsolatot Liszt Ferenccel. Liszt akkor már nagy szaktekintélynek számított, Cornelius zenei ismeretei elmélyítését szerette volna elérni a mester irányításával. Lenyűgözte a Liszt zenei stílusa és előadó művészete, egészen 1859-ig az ő köréhez tartozóan élt. Itt volt lehetősége megismerkedni a korabeli zenei élet számos híres képviselőjével, többek között Hector Berliozzal is. Lisztnek köszönhette, hogy 1858-ban színre vitték első operáját, A bagdadi borbély címen. Ma sem világos teljesen miért, de a darab csúfos bukás volt, ám később ez az opera biztosította szerzője számára a halhatatlanságot.
A következő évben Cornelius a kudarc hatására búcsút vett Weimartól és Bécsbe költözött. Itt élt egészen 1864-ig. Ismét zenei újságíró lett, de a zeneszerzést is folytatta. Kapcsolatba került Richard Wagnerrel, akinek hatására 1864-ben Münchenbe települt át. Itt a Königliche Musikschule összhangzattan tanára lett. Wagner pártfogója és mestere volt egy személyben. 1867-ben tért vissza Bécsbe, mert ajánlatot kapott az újonnan nyílt Kaiserliche Musikhohschule zeneszerző professzori állására, de hamar visszatért a bajor fővárosba. 1871-ben pedig követte Wagnert Bayreuthba. Itt komponálta meg második operáját Cid címen, Corneille drámája nyomán. De az a műve is érdemi visszhang nélkül maradt. Az újabb kudarc jelentősen visszavetette zeneszerzői tevékenységét. Harmadik színpadi művét, az Edda-énekeket feldolgozó Gunlöd című operát már nem fejezte be.

## Munkássága
Cornelius nem volt termékeny alkotó, de műveit egyéni hangvétel és komoly elmélyedés jellemzi. Zenei világa sok tekintetben eltért a korban megszokott romantikus stílustól, talán operái is elsősorban ennek köszönhették sikertelenségüket. Corenlius zenéjére az ösztönösség és a stílusok keveredése a legjellemzőbb. Műveinek többsége dal, dalciklus, kórusmű, ezenkívül komponált egy misét és kisebb zenekari kompozíciókat is. Műveinek gyűjteményes kiadása kilenc kötetben látott napvilágot. Zeneszerzői tevékenysége mellett verseket írt és műfordításokat is készített, irodalmi alkotásainak gyűjteményes kiadása négy kötetben jelent meg.
Legjelentősebb műve azonban minden kétséget kizáróan A bagdadi borbély című opera. Ezzel a művével megkísérelte a vígoperát a kor magaslatára emelni és megalkotni a Sevillai borbély párdarabját. A költőileg igényes, a keleti költészet formáit alkalmazó librettót a zeneszerző maga készítette az Ezeregyéjszaka egyik meséje alapján. A végig komponált mű az opéra comique hagyományait akarta megújítani, sikeresen olvasztva össze a daljáték- és a buffó elemeket. A mű hangzásvilága szimfonikus, a recitativo és az énekes számok közti különbségeket a szerző már-már megszüntette.